# The New Adventures of Gilligan
The New Adventures of Gilligan est une série télévisée d'animation américaine en vingt-quatre épisodes de 25 minutes produite par Filmation et diffusée du 7 septembre 1974 au 6 octobre 1975 sur le réseau ABC. 
Elle série s’inspire de la série L'Île aux naufragés (Gilligan's Island) créée par Sherwood Schwartz.
Cette série est inédite dans tous les pays francophones.

## Synopsis
Des naufragés avec Gilligan à leur tête, vivent de nouvelles aventures sur l'île où ils se sont échoués.

## Distribution

### Voix originales
- Bob Denver : Gilligan
- Alan Hale Jr. : Jonas Grumby
- Russell Johnson : Roy Hinkley Jr.
- Natalie Schafer : Lovey Howell
- Jane Webb (en) : Mary Ann Summers
- Jim Backus : Thurston Howell III

## Épisodes

### Première saison (1974)
1. Off Limits
2. Looney Moon
3. Raven Mad
4. Father of His Island
5. Wrong Way Robot / Yeah, Would You Want Your Sister to Marry One ?
6. Opening Night
7. Lollipop Casserole
8. The Loners
9. The Ego Trip / Kon-Tacky
10. The Olympiad
11. Their Own Image
12. The Disappearing Act
13. A Sinking Feeling
14. The Reluctant Hero
15. The Same Old Dream
16. Sputtering Eagle

### Deuxième saison (1975)
1. Super Gilligan
2. Marooned Again
3. Live and Let Live
4. Wheels on Parade
5. The Movie Makers
6. Silence Is Leaden
7. The Great Train Robbery
8. Moderation

## DVD
- États-Unis : L'intégrale de la série est sortie chez Warner Bros Home Vidéo sous le titre The New Adventures of Gilligan : The Complete Series en boitier 2 DVD le 26 avril 2016 sans suppléments en version originale sans sous-titres[1].